# Helena (Oklahoma)
Pour les articles homonymes, voir Helena.
La ville de Helena est située dans le comté d'Alfalfa, dans l’État d’Oklahoma, aux États-Unis. Sa population s’élevait à 1 403 habitants lors du recensement de 2010, estimée à 1 426 habitants en 2015.

## Source
- (en) Cet article est partiellement ou en totalité issu de l’article de Wikipédia en anglais intitulé « Helena, Oklahoma » (voir la liste des auteurs).